# Lancheras de Cataño
Lancheras de Cataño var en volleybollklubb (damer) från San Sebastián (2008-2010) och Cataño (2010-2016) i Puerto Rico. Klubben grundades 2008 under namnet Caribes de San Sebastián och bytte till Lancheras de Cataño 2010. Laget blev puertoricanska mästare 2012 och deltog vid Världsmästerskapet i volleyboll för klubblag 2012. Klubben lades ner 2016 och Polluelas de Aibonito tog över dess spellicens.